# Lino Tonti
Lino Tonti (16. září 1920 – 8. června 2002) byl italský motocyklový inženýr. Nejprve pracoval pro společnost Benelli, kde se věnoval převážně závodním motocyklům, například vytvořil motocykl s čtyřválcovým přeplňovaným motorem o objemu 250 cm³. Po druhé světové válce odešel k Aermacchi a později pracoval pro společnosti Mondial a Bianchi. V roce 1967 začal pracovat pro Moto Guzzi, kde se podílel na typu V7. Zemřel roku 2002 ve městě Varese ve věku 81 let.